# Soldatengesetz
Das Soldatengesetz (SG) regelt die rechtliche Stellung der Soldaten der deutschen Bundeswehr. Es bestimmt die Rechte und Pflichten der Soldaten, die Begründung und die Beendigung des Dienstverhältnisses der Berufssoldaten und der Soldaten auf Zeit, die Rechtsstellung der Soldaten, die auf Grund der Wehrpflicht Wehrdienst leisten, sowie die Rechtsstellung der früheren Berufssoldaten, der früheren Soldaten auf Zeit und der Freiwilligen bei Heranziehung zu Dienstleistungen (befristete Übungen, besondere Auslandsverwendungen, Hilfeleistungen im Innern, unbefristete Übungen, die von der Bundesregierung als Bereitschaftsdienst angeordnet worden sind, und unbefristeter Wehrdienst im Spannungs- und Verteidigungsfall).
Von ständiger, besonderer Relevanz für den Soldaten sind die „Pflichten und Rechte der Soldaten“, die in den §§ 6–36 festgelegt werden. Insbesondere zu beachten ist dabei die Grundpflicht des Soldaten (§ 7 SG) und die folgenden speziellen Pflichten.
Das Soldatengesetz ist die Entsprechung des Bundesbeamtengesetzes (BBG) für Bundesbeamte.
Vorläufer des Soldatengesetzes war das Reichs-Militärgesetz von 1874.

## Gliederung
(gemäß dem nichtamtlichen Inhaltsverzeichnis)
- Abschnitt 1: Gemeinsame Vorschriften
  - Unterabschnitt 1: Allgemeines
  - Unterabschnitt 2: Pflichten und Rechte der Soldaten
- Abschnitt 2: Rechtsstellung der Berufssoldaten und der Soldaten auf Zeit
  - Unterabschnitt 1: Begründung des Dienstverhältnisses
  - Unterabschnitt 2: Beförderung
  - Unterabschnitt 3: Beendigung des Dienstverhältnisses
- Abschnitt 3: Wehrdienst nach dem Wehrpflichtgesetz; Reservewehrdienstverhältnis; freiwilliger Wehrdienst als besonderes staatsbürgerliches Engagement
  - Unterabschnitt 1: Wehrdienst nach dem Wehrpflichtgesetz
  - Unterabschnitt 2: Reservewehrdienstverhältnis
  - Unterabschnitt 3: Freiwilliger Wehrdienst als besonderes staatsbürgerliches Engagement
- Abschnitt 4: Dienstleistungspflicht
  - Unterabschnitt 1: Umfang und Arten der Dienstleistungen
  - Unterabschnitt 2: Dienstleistungsausnahmen
  - Unterabschnitt 3: Heranziehungsverfahren
  - Unterabschnitt 4: Beendigung der Dienstleistungen und Verlust des Dienstgrades
  - Unterabschnitt 5: Überwachung und Durchsetzung der Dienstleistungspflicht
  - Unterabschnitt 6: Verhältnis zur Wehrpflicht
- Abschnitt 5: Dienstliche Veranstaltungen
- Abschnitt 6: Rechtsschutz
  - Unterabschnitt 1: Rechtsweg
  - Unterabschnitt 2: Rechtsbehelfe und Rechtsmittel gegen Verwaltungsakte nach dem Vierten Abschnitt
- Abschnitt 7: Bußgeldvorschriften; Übergangs- und Schlussvorschriften

## Rechtsverordnung und weitere Gesetze
Das Soldatengesetz ermächtigt die Bundesregierung, bestimmte Sachverhalte durch Rechtsverordnungen zu konkretisieren.
Auf Grundlage des § 93 Abs. 1 SG hat die Bundesregierung folgende Rechtsverordnungen erlassen:
| § SG   | Titel (Wikilink)                                  | Abkürzung (Weblink) |
| ------ | ------------------------------------------------- | ------------------- |
| 20000  | Bundesnebentätigkeitsverordnung                   | BNV                 |
| 27000  | Soldatenlaufbahnverordnung                        | SLV                 |
| 28000  | Soldatinnen- und Soldatenurlaubsverordnung        | SUV                 |
| 28 (7) | Elternzeitverordnung für Soldatinnen und Soldaten | EltZSoldV           |
| 30 (4) | Dienstjubiläumsverordnung                         | DJubV               |
| 30 (5) | Mutterschutzverordnung für Soldatinnen            | MuSchSoldV          |
| 68 (2) | Unabkömmlichstellungsverordnung                   | UkV                 |

Auf Grundlage des § 93 Abs. 2 und 3 SG hat das  Bundesministerium der Verteidigung folgende Rechtsverordnungen erlassen:
| § SG    | Titel (Wikilink)                                          | Abkürzung (Weblink) |
| ------- | --------------------------------------------------------- | ------------------- |
| 01 (3)  | Vorgesetztenverordnung                                    | VorgV               |
| 29000   | Personalaktenverordnung Soldaten                          | SPersAV             |
| 30 (2)  | Sanitätsoffizieranwärter-Ausbildungsgeldverordnung        | SanOAAusbGV         |
| 30a (5) | Soldatinnen- und Soldatenteilzeitbeschäftigungsverordnung | STzV                |

Folgende weitere Gesetze/Verordnungen haben einen Bezug zum Soldatengesetz:
| § SG                                   | Titel (Wikilink) | Abkürzung (Weblink)           |
| -------------------------------------- | --- | ----------------------------- |
| 01 (4) 23 (3) 26000                    | Wehrdisziplinarordnung | WDO                           |
| 37000 37 (1) 38000 39000 45 (2) 75 (6) | Einsatz-Weiterverwendungsgesetz | EinsatzWVG                    |
| 28 (5) 28 (7) 30a00                    | Soldatinnen- und Soldatengleichstellungsgesetz | SGleiG                        |
| 30 (1)                                 | Bundesbesoldungsgesetz Soldatenversorgungsgesetz Soldatenversorgungs-Zuständigkeitsübertragungsanordnung Bundesreisekostengesetz Bundesumzugskostengesetz | BBesG SVG SVZustAnO BRKG BUKG |
| 31000                                  | Bundesbeihilfeverordnung | BBhV                          |
| 35000                                  | Soldatinnen- und Soldatenbeteiligungsgesetz | SBG                           |
| 58a00                                  | Reservistinnen- und Reservistengesetz | ResG                          |

Folgende Anordnungen des Bundespräsidenten/Verwaltungsvorschriften sind mit Bezug auf das Soldatengesetz erlassen worden:
| § SG  | Titel (Wikilink) | Abkürzung (Weblink) |
| ----- | --- | ------------------- |
| 4 (2) | Anordnung des Bundespräsidenten über die Ernennung und Entlassung der Soldaten                                                          | BPräsSoldErnAnO     |
| 4 (3) | Anordnung des Bundespräsidenten über die Dienstgradbezeichnungen und die Uniform der Soldaten                                           | BPräsUnifAnO        |
| 18000 | Allgemeine Verwaltungsvorschrift zu § 18 Soldatengesetz über die Verpflichtung zur Teilnahme an der Gemeinschaftsverpflegung im Frieden | VwV zu § 18 SG      |